# Даугавпилсский речной флот

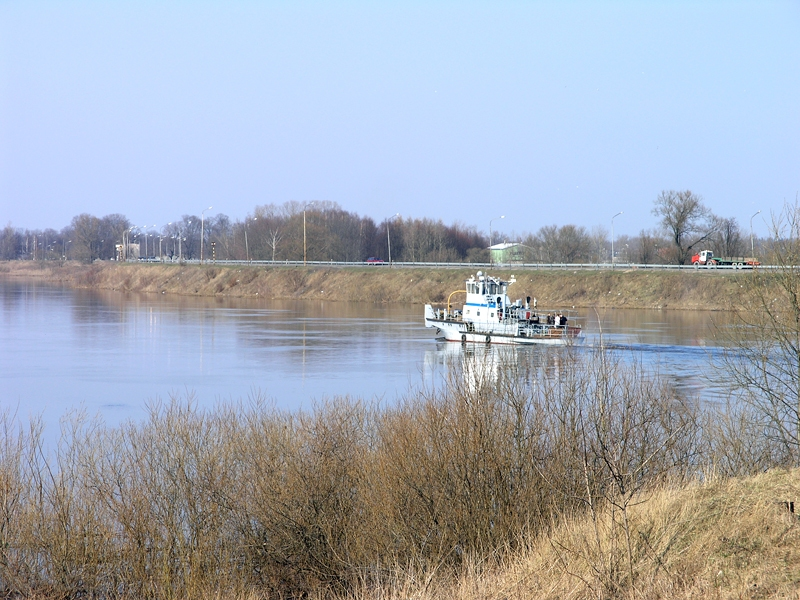
Буксир на реке Даугава в Даугавпилсе. 2007 год.

Даугавпилсский речной флот — речной порт, который находился на левом берегу Даугавы на Гриве по улице М. Горького (ныне ул. Лиела), 111. После освобождения города Даугавпилс в июле 1944 года основана одноименная пристань, позднее в 1951 году преобразована в речной порт. Порт занимался грузовыми перевозками, в черте города обеспечивал пассажирское сообщение речным трамваем горожан на речной переправе, она находилась выше моста Единства, возле городской электростанции (позднее тепловая станция).
В 1980-х годах билет на переправе стоил 5 копеек. Время работы с 7 до 20 часов. На баржах перевозили песок, добываемый из русла Даугавы, или нагружаемый в карьерах по берегам реки (карьер в Элерне), буксирами обеспечивалось движение барж. В Гайке была построена дробильно-сортировочная установка по переработке добытого песка из реки, отсюда он расходился по нуждам строительства в городе и округе. На зиму буксиры и баржи ставились в устье реки Лауцеса для ремонтных работ и защиты по весне от ледохода.
По берегам реки были установлены навигационные знаки для судоводителей, на мостах города стояли знаки судоходного фарватера, в русле вехи и бакены. Земснаряд регулярно чистил фарватер реки от песчаных заносов. Расцвет работы порта приходится на 1970-е — 1980-е годы.
В ведении речфлота было:
- 12 теплоходов
- 30 барж
- 3 земснаряда

После 1991 года порт медленно умирает и закрыт с 1 января 1993 года. Баржи и буксиры проданы на аукционе, порезаны на металлолом. В статьях местных газет сказано, что днища барж так и остались лежать в Даугаве. Один теплоход-буксир «Даугава» купил на аукционе и сохранял моряк, бывший работник порта Василий Михайлович Стариков, корабль был переименован в «Крауя» с припиской к Рижскому порту, за 230 км от города. До 2007 года находился у причала спасательной станции. В 2007 году корабль продали. Он проплыл своим ходом до Свентского моста и причалил к берегу. Когда сошла вода, буксир был перевезен на озеро Стропы, на базу отдыха, где его переименовали в «VEIKSME».
От здания речного порта остался только фундамент. Возле устья Лауцесы можно найти многочисленные болты, гайки, шурупы — предметы, использовавшиеся для ремонта судов. Остатки одной из барж находятся возле спасательной станции у Даугавы.

## Настоящее время
В 2007 году летом у гривского аэродрома на воду был спущен привезённый буксир «VIRCAVA», который из-за низкой воды до осени не мог пройти под мостом Единства. До осени был у устья реки Лауцеса. С 2008 года он работает на Даугаве и поднимает со дна принесённый течением песок, который затем сгружается на берегу Даугавы. Песок используется в строительных нуждах.
У территории Водоканала на берегу стоит 19-метровый земснаряд, который раньше отчищал вток воды в трубы Водоканала. Был привезён в 1995 году. Отремонтирован Водоканалом. Эксплуатировался 3 года. С 2001 года не используется. Продан частному лицу. 19 октября 2004 года на нём возник пожар.